# Ratpenat frugívor de Nova Guinea
El ratpenat frugívor de Nova Guinea (Aproteles bulmerae) és una espècie de ratpenat endèmica de Papua Nova Guinea.
Es veu amenaçat per la pèrdua del seu hàbitat natural.
Etimologia.
El nom del gènere ("Aproteles") – "incomplet a la part davantera" (grec), és una referència a la manca d'incisius inferiors; el nom de l'espècie ("bulmerae") va ser assignat a Susan Bulmer, l'arqueòloga que va excavar el lloc on es van recuperar els fòssils originals.